# Tatra 815

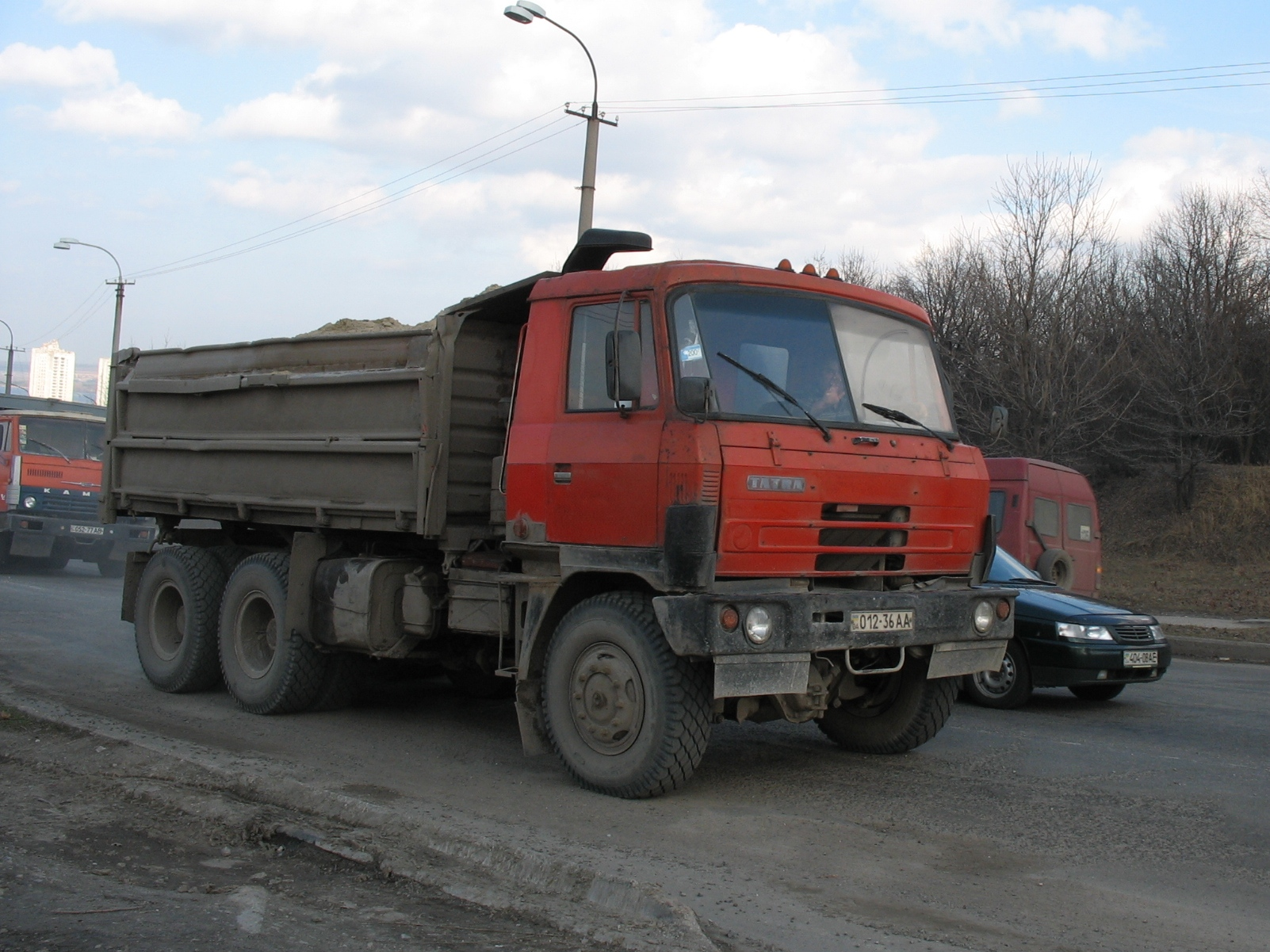

A Tatra 815 egy csehszlovák, majd később cseh gyártmányú, nehéz teherbírású tehergépkocsi, amelyet a Tatra vállalat 1983-ban mutatott be. A jármű a Tatra 813 utódjaként jelent meg, és azóta számos változatban és konfigurációban készült, beleértve a 4×4, 6×6, 8×8, 10×10 és 12×12 hajtásképletű modelleket is.

## Főbb jellemzők
- Motor: A Tatra 815 különböző motorokkal volt felszerelve, beleértve a léghűtéses és vízhűtéses dízelmotorokat is. A teljesítményük általában 265 kW (360 LE) körül mozgott 2200 fordulat/perc mellett, maximális nyomatékuk pedig 1130 Nm 1400 fordulat/perc fordulatszámon.   Tatra club
- Sebességváltó: A járművek 20 sebességes manuális váltóval rendelkeztek, amely lehetővé tette a különböző terepviszonyokhoz való alkalmazkodást.   Tatra club
- Sebesség: A maximális sebességük elérte a 90 km/h-t.   Tatra club
- Súly: A járművek önsúlya körülbelül 15 100 kg volt, a teherbírás és a teljes tömeg a konkrét konfigurációtól függően változott.

## Felhasználás

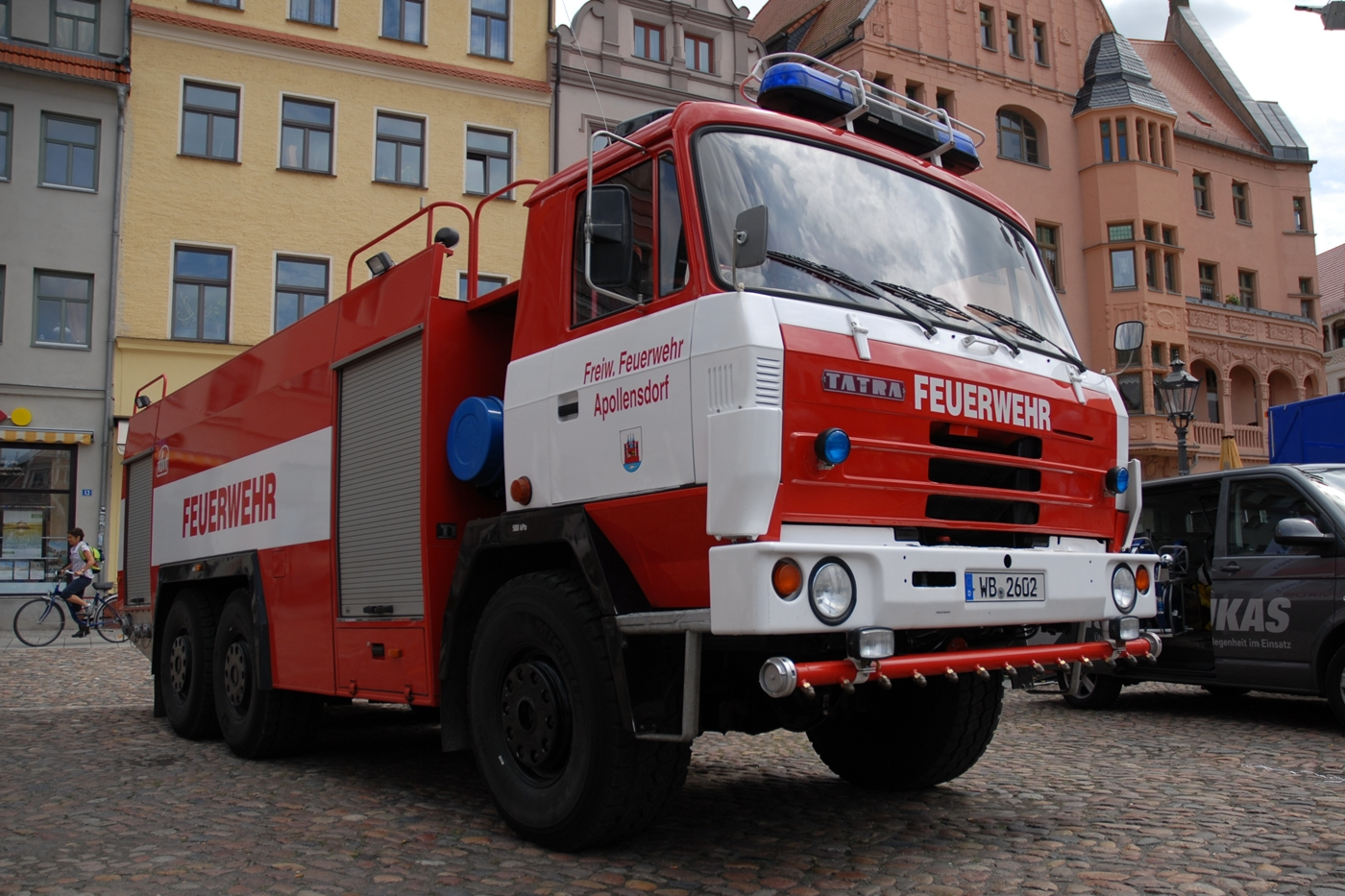

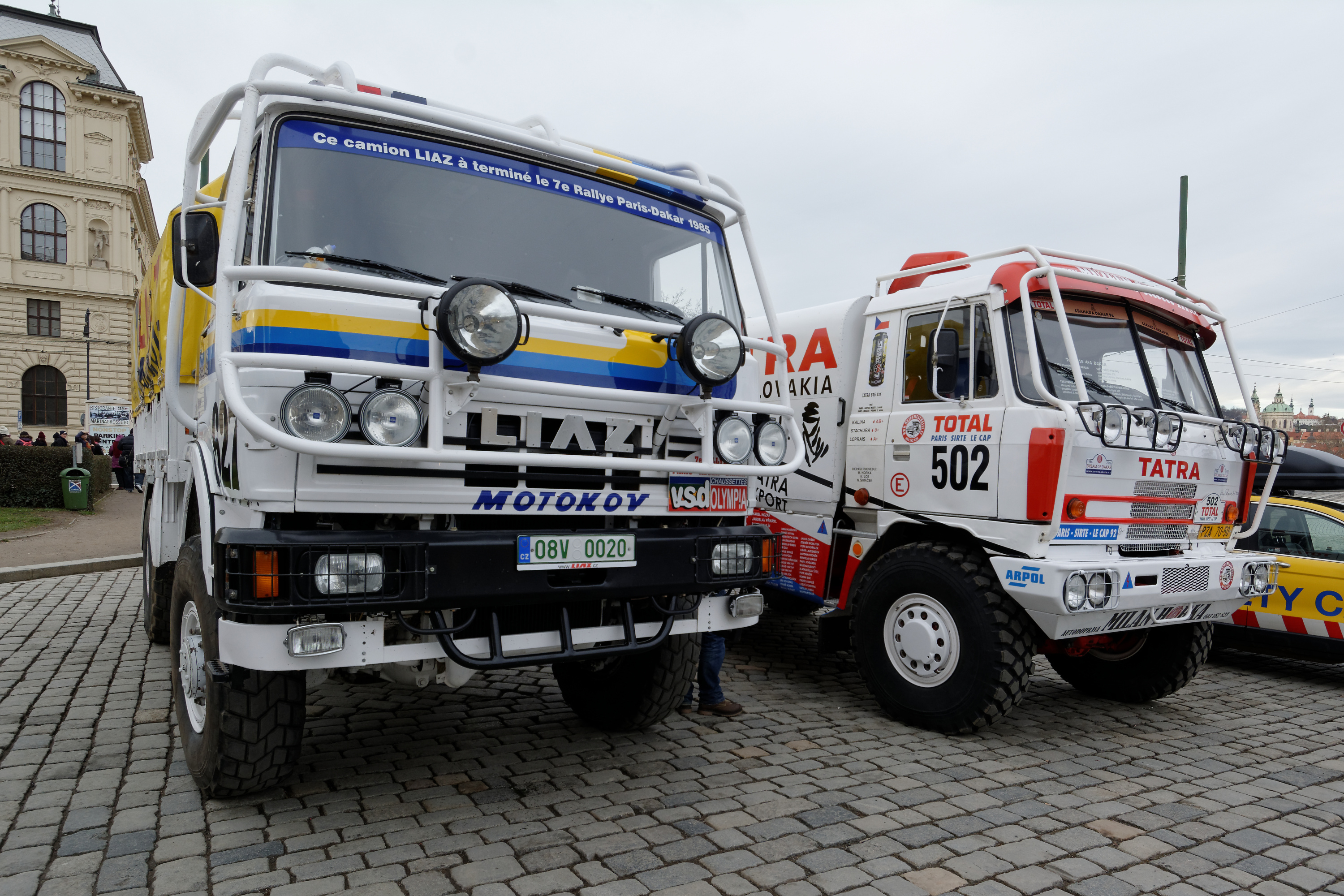

A Tatra 815-öt széles körben alkalmazták katonai és polgári célokra egyaránt. A katonai változatok különböző felépítményekkel készültek, beleértve a szállító, vontató és speciális járműveket is. A polgári változatokat gyakran használták építőipari és erdészeti munkákhoz, köszönhetően kiváló terepjáró képességeiknek és megbízhatóságuknak.

## Modern változatok
A Tatra 815 alapjaira épülő modern változatok közé tartozik a Tatra Force (T 815-7) sorozat, amely továbbfejlesztett technológiával és megnövelt teljesítménnyel rendelkezik. Ezek a járművek 6×6-tól egészen a 12×12 hajtásképletig elérhetők, és különböző motorokkal, például Deutz, Cummins és Caterpillar erőforrásokkal szerelhetők fel. 

## Érdekesség
A Tatra 815-ösök különösen népszerűek voltak a Dakar-ralin, ahol kiváló teljesítményükkel és megbízhatóságukkal tűntek ki. A Tatra csapat többször is sikeresen szerepelt ezekkel a járművekkel a versenyen.